# Pseudagrion torridum
Pseudagrion torridum é uma espécie de libelinha da família Coenagrionidae.
Pode ser encontrada nos seguintes países: Burkina Faso, Costa do Marfim, Egipto, Etiópia, Gana, Guiné, Quénia, Mali, Nigéria, Senegal, Sudão, Tanzânia, Uganda e Zâmbia.
Os seus habitats naturais são: lagos de água doce e marismas de água doce.